# Styverlav
Styverlav (Peltigera didactyla) är en lavart som först beskrevs av William Withering, och fick sitt nu gällande namn av J. R. Laundon. Styverlav ingår i släktet Peltigera och familjen Peltigeraceae.  Arten är reproducerande i Sverige. Inga underarter finns listade i Catalogue of Life.

## Källor

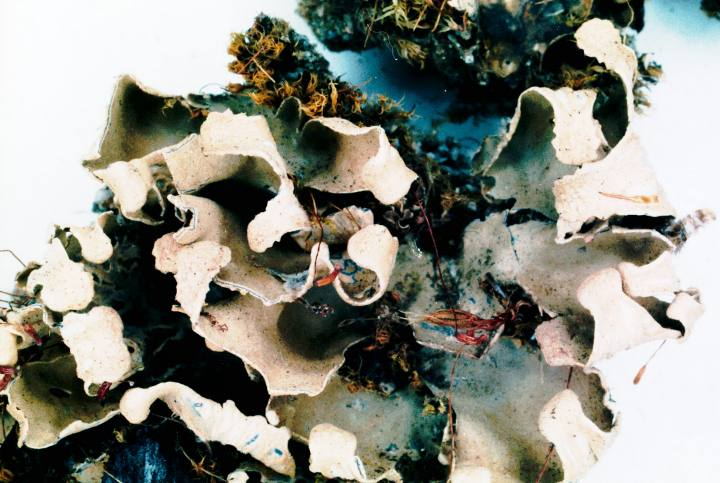
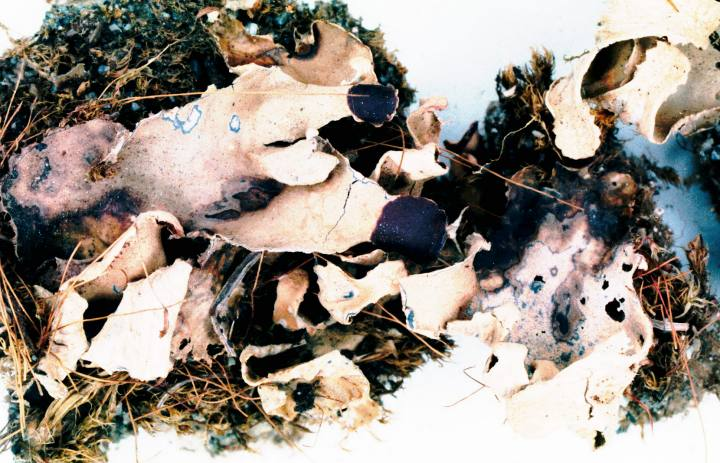
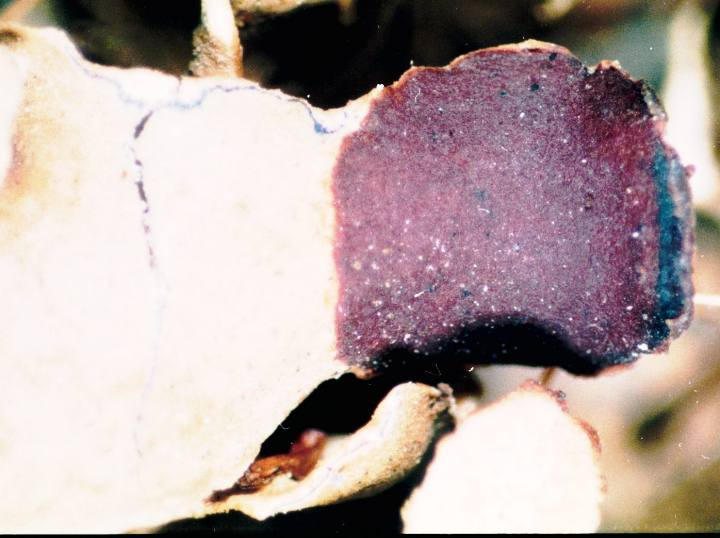
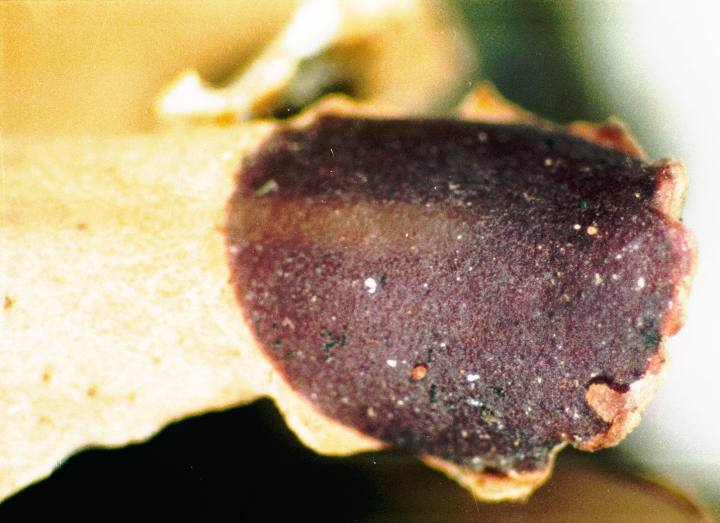
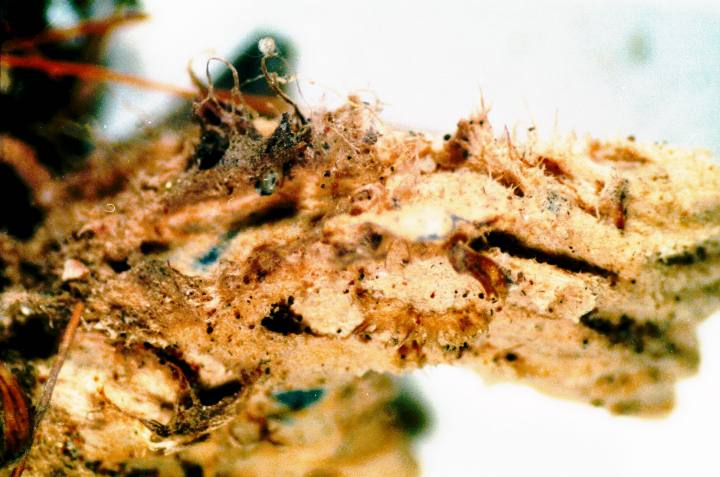
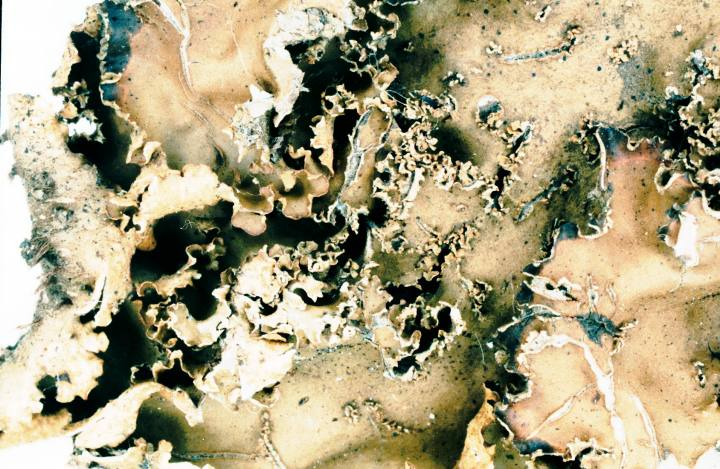